# Cabo Corrientes (Malvinas)
El cabo Corrientes (en inglés: Cape Carysfort) es un cabo en el noreste de la isla Soledad entre el promontorio Lamadrid y la punta Voluntarios. En 1921 fue el sitio del naufragio del SS Guvernoren, un buque de vapor noruego que llevaba aceite de ballenas y  que con su nombre anterior de SS Imo había participado en la Explosión de Halifax de 1917 en Canadá.
Este accidente geográfico es uno de los puntos que determinan las líneas de base de la República Argentina, a partir de las cuales se miden los espacios marítimos que rodean al archipiélago.